# 代奇莫曼努
代奇莫曼努（義大利語：Decimomannu），是意大利撒丁大区卡利亞里廣域市的一个市镇。总面积28.05平方公里，人口7756人，人口密度276.5人/平方公里（2009年）。ISTAT代码为092015。